# Tomás López Durán
Tomás López Durán (* 1. Januar 1961 in Atoyatempan, Bundesstaat Puebla, Mexiko) ist Weihbischof in Puebla de los Ángeles.

## Leben
Tomás López Durán empfing am 29. Juni 1991 durch den Erzbischof von Puebla de los Ángeles, Rosendo Huesca Pacheco, das Sakrament der Priesterweihe.
Am 6. Dezember 2013 ernannte ihn Papst Franziskus zum Titularbischof von Socia und bestellte ihn zum Weihbischof in Puebla de los Ángeles. Der Erzbischof von Puebla de los Ángeles, José Víctor Manuel Valentín Sánchez Espinosa, spendete ihm sowie auch Rutilo Felipe Pozos Lorenzini am 3. März 2014 die Bischofsweihe. Mitkonsekratoren waren der Erzbischof von Mexiko-Stadt, Norberto Kardinal Rivera Carrera, der emeritierte Erzbischof von Guadalajara, Juan Kardinal Sandoval Íñiguez, der Apostolische Nuntius in Mexiko, Erzbischof Christophe Pierre, der Alterzbischof von Puebla de los Ángeles, Rosendo Huesca Pacheco, der Altbischof von Colima, Gilberto Valbuena Sánchez, und Weihbischof Eugenio Andrés Lira Rugarcía.